# カンウォンドの恋
『カンウォンドの恋』（かんうぉんどのこい、原題：강원도의 힘）は、1998年公開の韓国映画。ホン・サンス監督の劇場公開監督作2作目の作品。2021年にホン・サンスの特集上映で上映された際の邦題は『カンウォンドのチカラ』。大学講師と女子大生の別れと再会を描く。

## ストーリー
大学講師のサングォン（ペク・チョンハク）と女子大生ジスク（オ・ユノン）は一時は結婚をも考えた仲だったが、やがて別れてしまう。二人はそれぞれ江原道に旅行に出かけ、そこで魅力的な異性と出会う。

## キャスト
- サングォン：ペク・チョンハク
- ジスク：オ・ユノン

## 受賞歴
- 第19回青龍映画賞：監督賞（ホン・サンス）
- 第19回青龍映画賞：脚本賞（ホン・サンス）
- 第36回大鐘賞：新人賞（キム・ヨンチョル）
- 第51回カンヌ国際映画祭：注目すべき視線部門公式招待